# Габріель Ескінья
Габріель Ескінья (нім. Gabriel Eskinja; нар. 23 серпня 2003, Грац, Австрія) — австрійський футболіст хорватського походження, захисник луганської «Зорі».

## Життєпис
Розпочав свою кар'єру в «Граткорні». У вересні 2012 року перейшов до «Грацера». У сезоні 2015/16 років приєднався до молодіжної команди «Штурм» (Грац). У березні 2017 року повернувся в «Граткорн». Під час зимової перерви сезону 2018/19 років перейшов до резервної команди з сьомого дивізіону чемпіонату Австрії. У травні 2019 року провів свій перший і єдиний матч за першу команду в Оберлізі.
У сезоні 2019/20 року перейшов до «Калсдорфа», де у своєму першому сезоні виступав за резервну команду в шостому дивізіоні чемпіонату Австрії. Напередодні старту сезону 2020/21 років перейшов до складу першої команди з Регіоналліги. За півтора роки провів 18 матчів у Регіоналлізі «Центр». Під час зимової перерви сезону 2021/22 років центральний захисник перебрався до хорватського клубу «Славен Белупо (U-19)».
У травні 2022 року дебютував на професійному рівні за «Славен Белупо» в останньому турі сезону чемпіонату Хорватії в поєдинку проти «Істри 1961», в якому вийшов на заміну на 5-й доданій хвилині замість Філіпа Хлевняка. У сезоні 2022/23 років жодного разу не грав за першу команду. У серпні 2023 року перейшов в оренду до клубу другого дивізіону «Зринські Осєчко». За період оренди провів 19 матчів у Другій лізі Хорватії. На сезон 2024/25 років не повернувся в «Славен Белупо», а натомість 4 липня 2024 року перебрався до «Зорі». У футболці луганського клубу дебютував 4 серпня 2024 року в переможному (2:1) домашньому поєдинку 1-го туру Прем'єр-ліги України проти петрівського «Інгульця». Габріель вийшов на поле в стартовому складі, а на 61-й хвилині його замінив нігерієць Крістофер Нваезе.

## Особисте життя
Син футболіста та тренера хорватського походження Зорана Ескіньї, який грав і працює в клубах нижчих ліг Австрії. Брат Йосип (народився 1998 року) футболіст, який також виступає за клуби з нижчих дивізіонів чемпіонату Австрії.